# Травнинська сільська рада (Мокроусовський район)
Тра́внинська сільська рада (рос. Травнинский сельский совет) — сільське поселення у складі Мокроусовського району Курганської області Росії.
Адміністративний центр — село Травне.
Населення сільського поселення становить 625 осіб (2017; 758 у 2010, 970 у 2002).

## Склад
До складу сільського поселення входять:
| Населений пункт    | Населення, осіб (2002) | Населення, осіб (2010) |
| ------------------ | ---------------------- | ---------------------- |
| Каракуль, присілок | 26                     | 15                     |
| Кругле, присілок   | 139                    | 79                     |
| Травне, село       | 805                    | 664                    |